# A&R
A&R（エー・アンド・アール）、すなわちアーティスト・アンド・レパートリー（英語: Artists and repertoire）とは、レコード会社や音楽出版社において、音楽アーティスト（歌手、演奏者、バンドなど）や作家（作詞家、作曲家、ソングライター）の才能を発掘し、彼らの芸術的発展を統括する部門である。また、アーティスト側からすればレコード会社や音楽出版社に連絡する際の窓口でもあり、一般的にアルバム発売までのアーティストに関わる全ての活動はA&Rの管轄および責任下にあると考えられている。

## 職責

### 才能の発掘
レコード会社のA&R部門は、新しいアーティストを見つけ、そのアーティストをレコード会社に引き入れる役割を担っている。A&R部門のスタッフは、ライブハウスや音楽フェスに新進気鋭のバンドの演奏を聴きに行き、才能を発掘することもある。A&R部門に所属する人材には、現在の市場の流行を理解し、商業的に成功するアーティストを見つけることが期待されている。そのため、A&Rには若年層が多く、A&R自身が音楽家、音楽ライター、音楽プロデューサーであることも少なくない。
A&Rの幹部は原盤契約を提示する権限を持ち、それはしばしば「覚書」という、アーティストとレコード会社の間のビジネス関係を確立する短い非公式の文書の形で提供される。実際の契約交渉は、アーティストのタレント・マネージャーとレコード会社がそれぞれ雇った弁護士同士によって行われるのが一般的である。
A&Rの幹部は、未承諾のデモテープよりも、信頼できる仲間や評論家、仕事上の人脈からの口コミに頼ることがほとんどである。また、レコード会社の所在地と同じ都市で演奏しているバンドを好む傾向がある。

### 原盤制作の統括
レコード会社のA&R部門は、音楽の様式と原盤制作を統括している。アーティストが適切な音楽プロデューサーを見つける手助けをし、レコーディング・スタジオでの時間を調整し、高品質のレコーディングを行うためにあらゆる面でアーティストに助言する。A&Rは、アルバムを制作する上でレコーディングに最適な曲目（すなわち、レパートリー）をアーティストとともに選択する。自ら曲を書かないアーティストの場合、A&Rは楽曲、作家、編曲家を探す手助けをする。A&Rは、レコーディングのためのスタジオ・ミュージシャンを手配することもある。A&Rの幹部は音楽出版社の担当者と連絡を取り合い、作家や音楽プロデューサーから新しい楽曲や資料を入手する。
原盤が完成に近づくと、A&Rはアーティストと密接に協力して、レコード会社がその原盤をアルバムとして発売することができるかどうかを判断する。この過程では、新しい楽曲を作る必要があるか、既存の楽曲に新しい編曲を加える必要があるか、あるいはアルバムの一部の楽曲をもう一度レコーディングする必要があるかを検討することもある。そのアルバムにシングル曲が含まれているかどうか、つまり、アルバム全体のプロモーションに使える特定の楽曲があるかどうかという点が鍵となってくる。

### マーケティングおよびプロモーションの支援
アルバムが完成すると、A&Rはマーケティング担当、プロモーション担当、アーティストおよびそのタレント・マネージャーと相談しながら、アルバムのプロモーションに使用するシングルを一曲ないしは数曲選ぶ。

## 来歴と影響
音楽史の流れは、あるA&Rの好みに影響を受けてきた。A&Rのジョン・ハモンドは、ビリー・ホリデイ、ボブ・ディラン、アレサ・フランクリン、ブルース・スプリングスティーンなどを発掘した。ハモンドの同僚たちは、当初、これらのアーティストが「商業的な」音楽を作っているようには見えなかったので、懐疑的であった。ハモンドの直感は正しく、これらのアーティストはその後、何億枚ものアルバムを売るようになった。ゲイリー・ガーシュは、オルタナティブ・ロックが商業的でないと考えられていた時代に、ニルヴァーナをデヴィッド・ゲフィンのDGCレコードと契約させた。ガーシュは同僚たちの懸念を物ともせず、彼らのアルバムを推すよう説得した。このように、A&Rらは、大衆の音楽的嗜好を根本から変え、多くの人々に新しい音楽を紹介した。
しかし、彼らの先見の明は、お決まりというよりもむしろ例外である。来歴の観点から見れば、A&Rの幹部は、最近の流行に適合し、その時点で成功しているアーティストに似た新しいアーティストと契約する傾向がある。例えば、1950年代のコロムビア・レコードのA&Rであったミッチ・ミラーは、ガイ・ミッチェルやパティ・ペイジといった伝統的なポップス歌手を好み、初期のロックンローラーのエルヴィス・プレスリーやバディ・ホリーなどは敬遠していた。
この「流行追従」の考え方は、ティーン・ポップ（1998年から2001年）、オルタナティヴ・ロック（1993年から1996年）、グラム・メタル（1986年から1991年）、ディスコ（1976年から1978年）など、狭義のジャンルの波をいくつか生み出し、陳腐さを認識させることにつながった。流行の追従は、しばしば過剰な宣伝とその反動につながるため、逆効果になることもある（ディスコ・デモリッション・ナイトが一例）。また、レコード会社は、消費者の嗜好が変化する中で、流行が終わると莫大な損失をこうむることになる。例えば、1978年のディスコ・ブームの終わりには、何百万枚ものアルバムがレコード店から返品され、音楽業界は深刻な不況に陥った。1982年、マイケル・ジャクソンの『スリラー』によって大衆がレコード店に再び大挙して押し寄せるまで、この状況は続いた。

1980年代以降、より保守的で商業志向の強い契約が一般的になったのは、最も有力な人物がもはや音楽ファンや音楽的背景を持つ人々ではなく、企業経営者という画一的な経歴を持つ人物で大きく構成されている業界の症状だと考えられている。伝統的にA&Rの幹部は作曲家、編曲家、音楽プロデューサーであり、アトランティック・レコードのトップのジェリー・ウェクスラーやアーメット・アーティガンは、それぞれ音楽プロデューサーと作曲家だった。しかし音楽的能力と知識を持ったA&Rは珍しくなり、最近の例外としてはロン・フェアとマーティン・キールセンバウムが有名である。作曲家・編曲家のリチャード・ナイルズはこう言っている。
今あるのは巨大な多国籍企業であって、A&R担当者のほとんどは商売人です。彼らは、音楽や才能の観点からではなく、売上の観点から音楽を見る人たちです。彼らは、「いま流行っているものは何でも持ってこい」と言うでしょう。
ヒップホップ・グループのウータン・クランは、シングル『プロテクト・ヤ・ネック』の中で、商業志向のA&R幹部を「山登り」に例えて、このステレオ・タイプに言及した。

## 地域による差異
リズム・キング・レコードとリザード・キング・レコードの創設者であるマーティン・ヒースによると、イギリスのA&Rコミュニティはアメリカよりも統合されており、ロンドン一極集中で、比較的少数の人々を包含しているとのこと。「スカウトがバンドを追いかけると、同じスカウトが30人も一部屋に集まるのを見ることになります。英国では群集心理が働きますが、非常に多様な契約もあります」と彼はヒットクオーターズのインタビューで語っている。ヒースは、アメリカでは、A&Rはバンドが売れる（他社からも声がかかる、あるいは一定の売上を達成する）のを待ってから行動を起こすのが普通であり、この手法はしばしばコストが高くつくと信じている。

## 2000年代の変化
新しいデジタル配信の形態は、消費者と彼らが選ぶ音楽の関係を変えてしまった。ゲルト・レオンハルトらは、デジタル・サービスにおける音楽の幅広い選択肢が、音楽消費者に従来のA&Rの役割を回避させたと主張している。レコード会社の利益の減少に伴い、多くのA&Rが職を追われた。